# توقيت موريشيوس
|  | ت ع م−01:00 | توقيت الرأس الأخضر                                                                |
|  | ت ع م±00:00 | توقيت غرب أوروبا، توقيت غرينيتش                                                   |
|  | ت ع م+01:00 | توقيت وسط أوروبا، توقيت غرب إفريقيا، توقيت غرب أوروبا الصيفي                      |
|  | ت ع م+02:00 | توقيت شرق أوروبا، توقيت وسط إفريقيا، توقيت غرب إفريقيا الصيفي، توقيت جنوب إفريقيا |
|  | ت ع م+03:00 | التوقيت العربي القياسي، توقيت شرق إفريقيا                                         |
|  | ت ع م+04:00 | توقيت موريشيوس، توقيت سيشل                                                        |

توقيت موريشيوس, أو MUT, هي منطقة زمنية تستخدمها دولة موريشيوس الواقعة في المحيط الهندي. المنطقة قبل أربع ساعات من التوقيت العالمي المنسق (ت ع م+04:00).
تم استخدام التوقيت الصيفي في عام 2008. تم تقديم الساعات إلى ت ع م+05:00 في 26 أكتوبر 2008 وأعيدت إلى التوقيت القياسي في 29 مارس 2009 الساعة 3 صباحًا بالتوقيت المحلي الصيفي. لم يعد تغيير الوقت مطبقاً.